# Suha Arafat
Suha Arafat é a viúva do ex-presidente palestino Yasser Arafat, com o qual tem uma filha.
Atualmente, mora em Paris e tem a cidadania francesa.